# Nowosemeikino
Nowosemeikino (russisch Новосеме́йкино) ist eine Siedlung städtischen Typs in der Oblast Samara (Russland) mit 9750 Einwohnern (Stand 14. Oktober 2010).

## Geographie
Die Siedlung liegt etwa 25 km nordöstlich der Stadtmitte des Oblastverwaltungszentrums Samara, unweit der Grenze des Stadtkreises im westlichen Teil des Höhenzuges Sokolowy Gory. Der Ort ist etwa 6 km vom linken Ufer des Sok entfernt, wenige Kilometer oberhalb seiner Mündung von links in die Wolga.
Nowosemeikino gehört zum Rajon Krasnojarski und befindet sich etwa 6 km südlich von dessen Verwaltungszentrum Krasny Jar. Es ist Sitz der Stadtgemeinde (gorodskoje posselenije) Nowosemeikino, zu der außerdem die zwei Dörfer Starosemeikino (7 km nordwestlich) und Wodino (4,5 km östlich) sowie die Siedlung Dubki (7 km ostsüdöstlich) gehören.

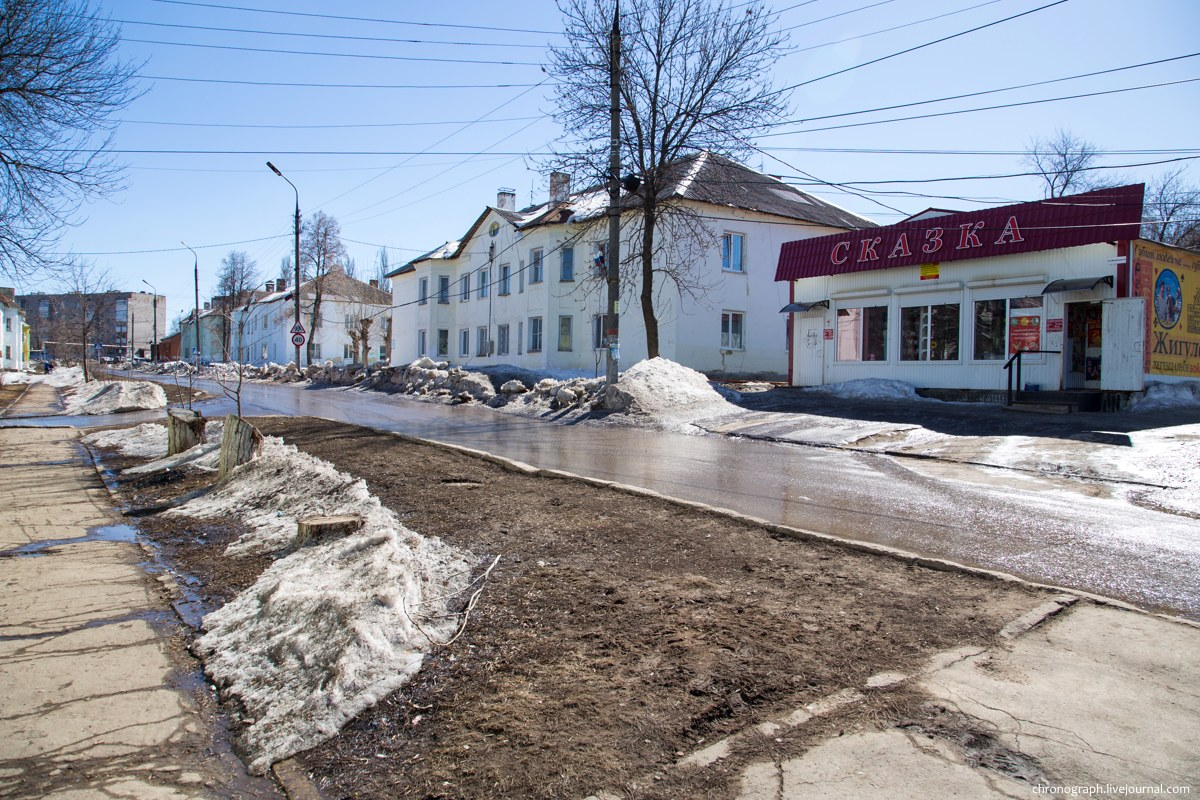
Ältere Wohnbebauung (spätestens 1950er-Jahre) in der Schiguljowskaja-Straße
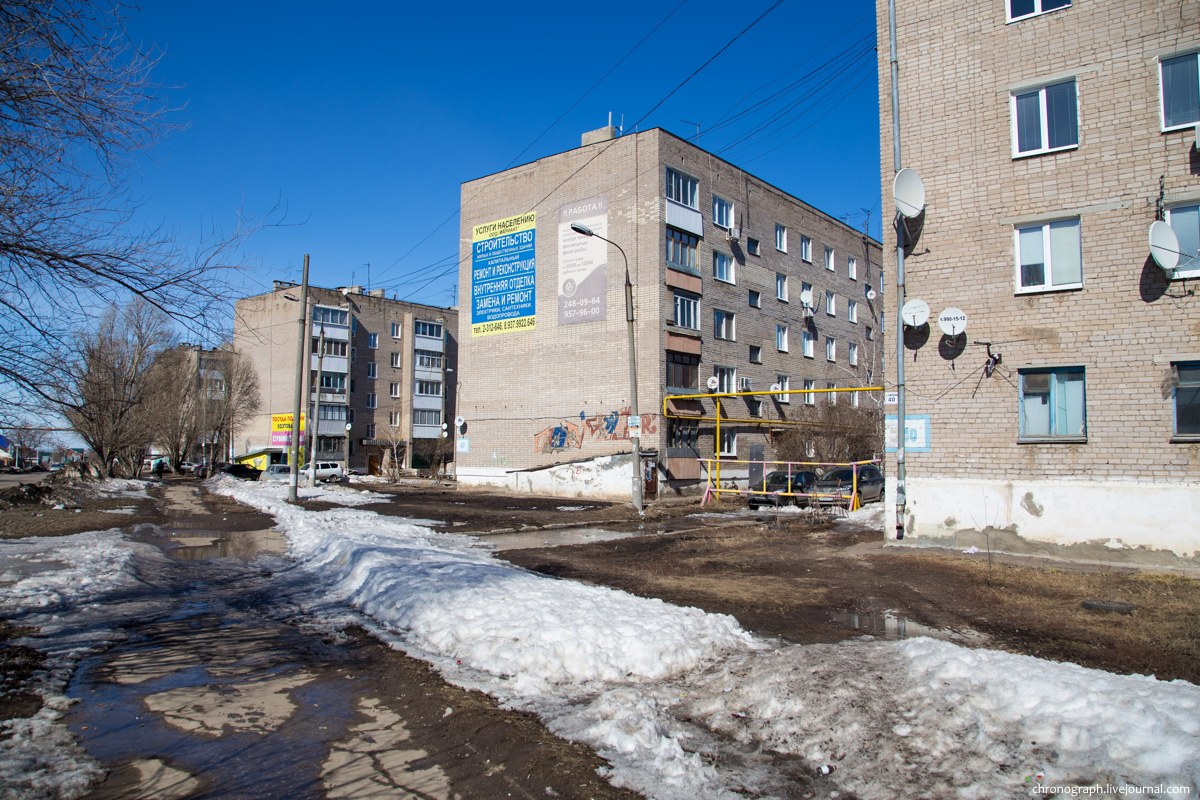
Wohnhäuser aus den 1970er-Jahren in der Sowetskaja-Straße
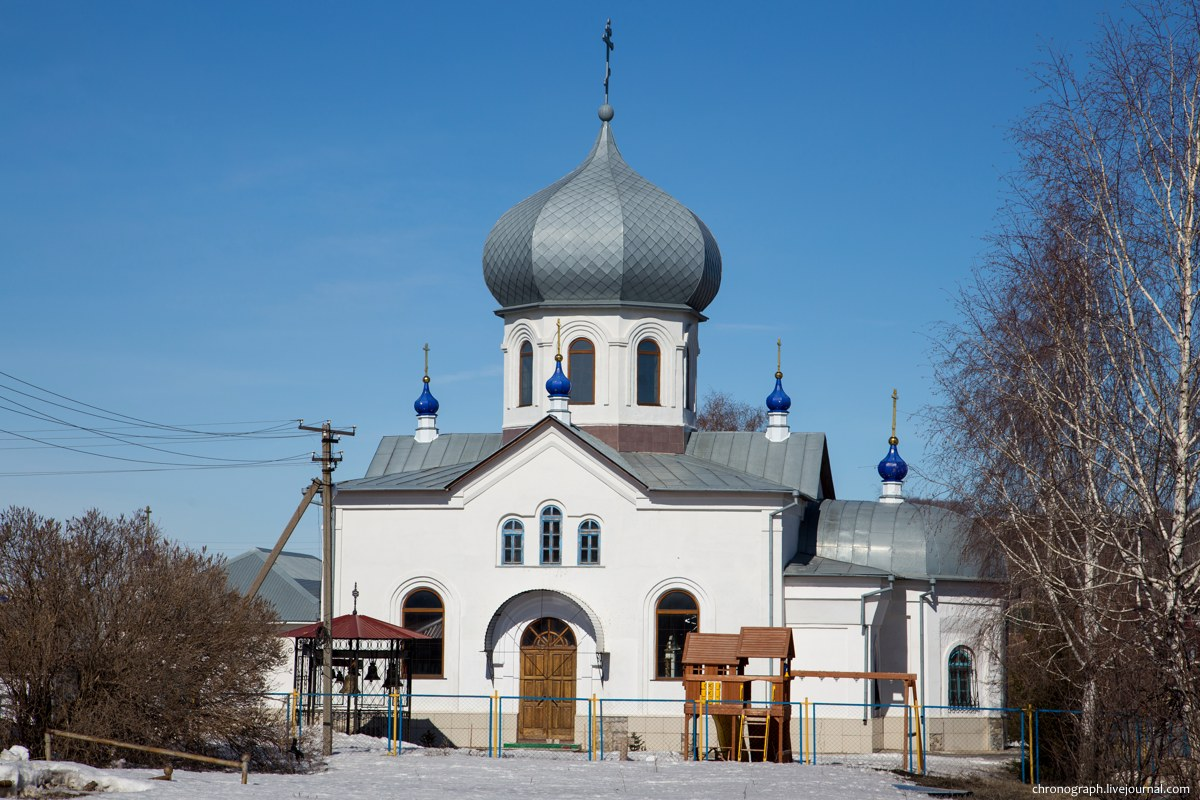
Kosmas-und-Damian-Kirche (erbaut 2001)
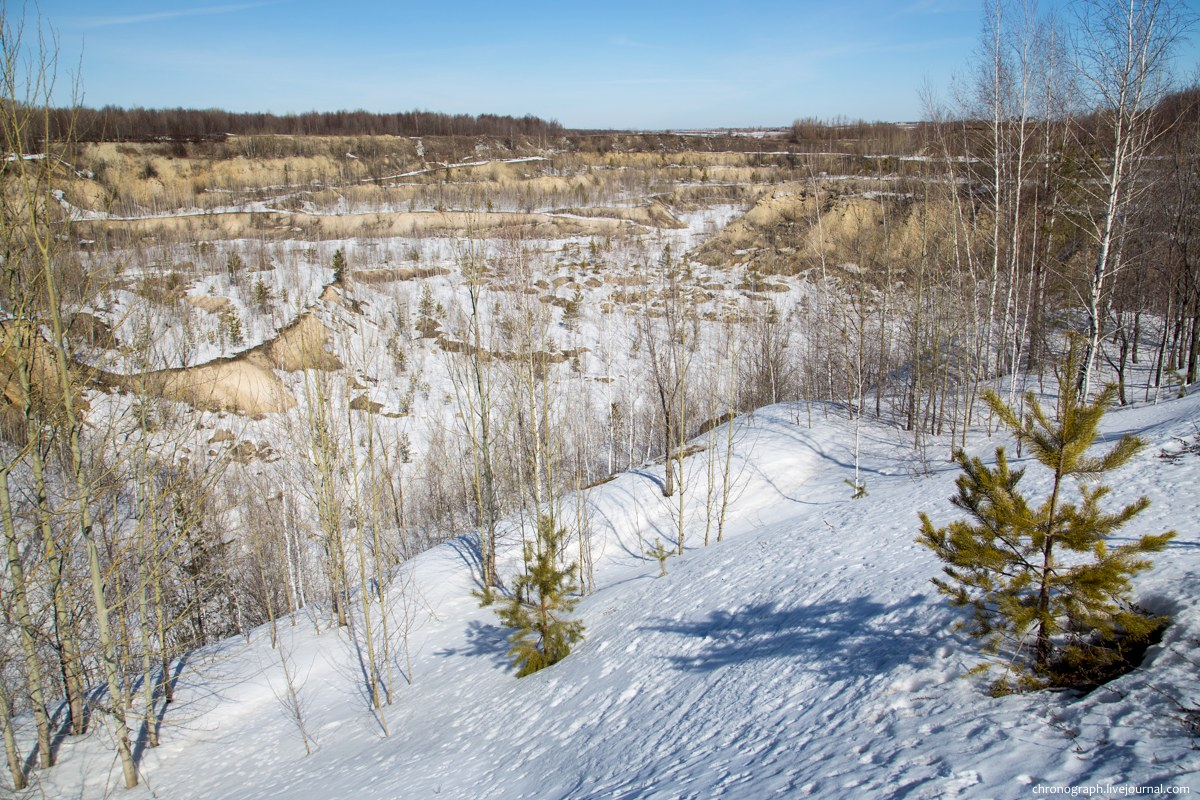
Früherer Schwefeltagebau bei Nowosemeikino

## Geschichte
Ein Dorf namens Semeikino wurde erstmals 1750 urkundlich erwähnt, Anfang des 19. Jahrhunderts bereits als Nowo-Semeikino („Neu-Semeikino“), an der Straße und Postroute von Samara in Richtung Krasny Jar und weiter nach Norden gelegen und bedeutender als das benachbarte Staro-Semeikino („Alt-Semeikino“) am Sok.
In ihrer heutigen Form entwickelte sich die Siedlung ab den 1930er-Jahren, als wenig östlich mit der Erschließung eines Schwefelvorkommens begonnen wurde. Während des Zweiten Weltkriegs wurde am nordwestlichen Ortsrand eine der zu diesem Zeitpunkt leistungsstärksten Radiosender eröffnet, der militärisch und zivil genutzt wurde („Popow-Radiozentrum“, geschlossen 2005; die vier 150 und vier 200 Meter hohen Sendemasten wurden 2010 abgerissen).
1959 besitzt Nowosemeikino den Status einer Siedlung städtischen Typs.

### Bevölkerungsentwicklung
| Jahr | Einwohner |
| ---- | --------- |
| 1959 | 8246      |
| 1970 | 9234      |
| 1979 | 9271      |
| 1989 | 9802      |
| 2002 | 9721      |
| 2010 | 9750      |

Anmerkung: Volkszählungsdaten

## Verkehr
Einige Kilometer nördlich der Siedlung befindet sich ein Autobahnkreuz, an dem sich die aus nordwestlicher Richtung von Moskau über Toljatti kommende föderale Fernstraße M5 Ural nach Nordosten in Richtung Ufa – Tscheljabinsk wendet. Westlich an Nowosemeikino führt vom Autobahnkreuz die nördliche Zufahrt nach Samara vorbei (Regionalstraße 36K-887, Moskowskoje schosse), nordöstlich die weiträumige Umgehung von Samara, ausgezeichnet als Regionalstraße 36A-144.
In Nowosemeikino befindet sich der Bahnhof Wodinskaja (benannt nach dem östlich gelegenen Dorf Wodino) bei Kilometer 170 der 1962 durchgehend eröffneten Eisenbahnstrecke Sysran – Schiguljowsk – Samara. Der Abschnitt über Wodinskaja wurde bereits zwischen 1938 und 1940 als Teil der Strecke von Samara (damals Kuibyschew, Station Besymjanka) nach Krasnaja Glinka errichtet.